# 済生会江津総合病院
済生会江津総合病院（さいせいかいごうつそうごうびょういん）は、島根県江津市江津町にある病院。2024年6月時点、島根県選挙管理委員会より、不在者投票のできる施設の一つとして指定されている。

## 沿革
- 1955年 - 「島根県済生会江津病院」発足。
- 1966年 - 済生会江津病院附属准看護学院を開設。
- 1969年 - 島根県立特別養護老人ホーム白寿園の受託経営を開始。
- 1976年 - 済生会江津病院附属准看護学院を廃止。
- 2006年 - 現在地へ新築移転。
- 2022年 - 整形外科の常勤医が退職し、非常勤医師による外来のみとなる[2]。
- 2023年 - 外科常勤医が退職し、4月から外科の診療は休止となる。脳神経外科常勤医も退職し、4月から週1回の非常勤医師による外来のみとなる[3]。また、産婦人科常勤医2人のうち、1人が5月末から半年以上の長期休業に入り、後任の医師もいないため6月から分娩取扱は停止となった[4]。

## 診療科目
- 内科（総合）
- 内科（糖尿・内分泌）
- 消化器科
- 呼吸器科
- 神経内科
- 循環器科
- 放射線科
- 皮膚科
- 産婦人科
- 小児科
- 眼科
- 外科
- 整形外科
- 脳神経外科
- 泌尿器科
- 耳鼻咽喉科
- リハビリテーション科
- 麻酔科

## 交通アクセス
- 石見交通「済生会病院」で下車。
- 山陰本線（JR西日本）江津駅からタクシーで約5分。

## 周辺
- 江津市立江津中学校
- 江津市総合市民センター
- 島根県立江津工業高等学校
- 島根県江津家畜保健衛生所
- 島根県済生会高砂ケアセンター
- めぐみ保育園

## 不祥事
同病院には禁煙外来が設置されているが、同病院の敷地内に於いて、職員らが日常的に喫煙を行っていたことが、2016年10月に判明した。厚生労働省は、禁煙外来での保険適用の適用を受ける病院に対し、敷地内での全面禁煙を条件としており、同病院は診療報酬を国民健康保険組合などに返還している。